# Arrandale
Arrandale es el nombre en clave de un microprocesador de Intel, que se comercializa como mobile Intel Core i3, i5 e i7. Está estrechamente relacionado con el procesador de escritorio Clarkdale: ambos usan el doble núcleo basado en la versión de 32 nm Westmere, simplificación de la microarquitectura  Nehalem, y ambos cuentan con gráficos integrados, así como enlaces PCI Express y DMI. 
Arrandale es la sucesora de la microarquitectura Intel Core de 45 nm basado en el procesador Penryn que se utiliza en los procesadores mobile Intel Core 2, Celeron y Pentium Dual-Core. Mientras Penryn utiliza normalmente tanto un puente norte y un puente sur, Arrandale ya contiene los componentes principales del puente norte, que son el controlador de memoria, PCI Express para gráficos externos, gráficos integrados y el conector de DMI, por lo que es posible construir sistemas más compactos, sin un northbridge separado o gráficos discretos como Lynnfield. El paquete de procesador de Arrandale contiene dos "dies", el procesador de 32 nm real con los conectores I/O y el controlador de gráficos de 45 nm con la interfaz de memoria.
Arrandale fue lanzado el 7 de enero de 2010, durante el Consumer Electronics Show.
- Datos: Q2345193